# Reductio ad Hitlerum
Reductio ad Hitlerum (лат. «сведение к Гитлеру»), также известное как «разыгрывание нацистской карты», — попытка дискредитировать аргумент оппонента на основании того, что ту же идею продвигали или реализовывали Адольф Гитлер или НСДАП. Аргумент можно назвать reductio ad Hitlerum, если он является логически ошибочным (например, критика вегетарианцев или противников курения с отсылкой к тому, что Гитлер не ел мясо или выступал против курения). Напротив, прямые аргументы, критикующие конкретные фашистские элементы нацистской идеологии и политики, такие как принцип фюрера (Führerprinzip), расовая теория и политика, захватнические устремления и т. п., не являются примерами ассоциативной ошибки и reductio ad Hitlerum.
Название происходит от логического приёма reductio ad absurdum («доведение до абсурда»). По мнению профессора Лео Штрауса, reductio ad Hitlerum представляет собой разновидность argumentum ad hominem, argumentum ad misericordiam или нерелевантному выводу. Предлагаемое обоснование — чувство вины по ассоциации. Данный приём часто используется для того, чтобы увести обсуждение в сторону, поскольку такие сравнения, как правило, отвлекают и вызывают у оппонента раздражение.

### Определение
Reductio ad Hitlerum — разновидность ассоциативной ошибки. Суть аргумента в том, что некая политика приводит к последствиям, аналогичным тем, что продвигал или реализовывал Гитлер или нацистская Германия, и следовательно, сама политика нежелательна. Другой вариант reductio ad Hitlerum — вопрос в стиле: «А знаете, кто ещё…?», с намерением опорочить определённую идею или действие, подразумевая, что Гитлер придерживался этой идеи или совершал такое действие.
Риторическая влиятельность аргумента заключается в том, что в большинстве сообществ ценности Гитлера и нацизма автоматически считаются неприемлемыми, и использование такого сравнения может повлечь у оппонента возникновение смущения, затрудняющего или не позволяющего дать рациональный ответ. Пример контраргумента: «А если Гитлер скажет, что дважды два четыре, то дважды два автоматически перестанет равняться четырём и будет равно пяти?!» Встречается также обратная форма уловки: «Гитлер был против Y, следовательно, Y — это хорошо».
Сравнение с Гитлером или нацизмом не считается reductio ad Hitlerum, если оно проясняет суть аргумента, а не отвлекает от неё. Прямые сравнения могут использоваться для критики фашистских компонентов нацизма, таких как Führerprinzip. Однако будет логической ошибкой утверждать, что раз Гитлер не ел мясо или выступал против курения, то любой человек с такими взглядами — нацист «по факту» (лат. ipso facto).

### История
Фраза reductio ad Hitlerum впервые была использована в статье профессора Чикагского университета Лео Штрауса для журнала Measure: A Critical Journal весной 1951 года, хотя известность фраза получила благодаря его книге 1953 года Natural Right and History, глава II:
«Следуя за этим движением до конца, мы неизбежно достигнем точки, за которой всё омрачается тенью Гитлера. К сожалению, не следует считать само собой разумеющимся, что в ходе нашего анализа мы должны избегать ошибки, которая в последние десятилетия часто использовалась как замена reductio ad absurdum: reductio ad Hitlerum. Мнение не опровергается тем фактом, что его разделял Гитлер».
Фраза была образована по аналогии с логическим приёмом reductio ad absurdum. Вариант argumentum оформлен по аналогии с названиями многих классических логических ошибок, таких как argumentum ad hominem. Юмористический вариант ad Nazium может быть дополнительно образован от argumentum ad nauseam.

### Ограничения классификации как ошибки
Историк Дэниэль Голдхаген, писавший о Холокосте, утверждает, что не все сравнения с Гитлером и нацизмом являются логическими ошибками, поскольку если бы это было так, невозможно было бы извлечь уроки из событий, приведших к Холокосту. В своей книге Hitler’s Willing Executioners он утверждает, что многие участники Холокоста, а также последующих фашистских и неонацистских движений, манипулировали историческим нарративом, чтобы избежать ответственности или отрицать аспекты Холокоста. Утверждения о том, что обвинения в антисемитизме — это reductio ad Hitlerum, также использовались британским отрицателем Холокоста Дэвидом Ирвингом.

В 2000 году Томас Флеминг заявил, что reductio ad Hitlerum использовалась его оппонентами против его убеждений:
«Лео Штраус называл это reductio ad Hitlerum. Если Гитлер любил неоклассическое искусство — значит, любой классицизм есть нацизм; если Гитлер хотел укрепить немецкую семью — значит, традиционная семья (и её защитники) — нацисты; если Гитлер говорил о „нации“ или „народе“ — значит, любое упоминание национальности, этничности или народности — это нацизм…»

### Предшественники
Несмотря на то, что ошибка названа в честь Гитлера, она существовала ещё до Второй мировой войны. Другие исторические фигуры использовались как символы зла.
Историк Том Холланд сравнивает использование Гитлера как эталона зла с более ранними отсылками к Дьяволу (например, фраза «пойти на сделку с дьяволом»). В XVIII, XIX и начале XX века наиболее зловещей фигурой истории обычно считался фараон из Книги Исхода.
В годы до Гражданской войны в США аболиционисты называли рабовладельцев «современными фараонами». После Дня Победы в Европе образ фараона продолжал использоваться в речах реформаторов, таких как Мартин Лютер Кинг. Также широко воспринимались как олицетворение зла Иуда Искариот и Понтий Пилат. Однако универсального аналога Гитлера не существовало, и в разные эпохи в разных регионах использовались разные образы.
В послереволюционные годы в США широко демонизировали короля Георга III. Сравнение с «королём Георгом» публично использовалось ещё в 1992 году, когда Пэт Бьюкенен сравнил с ним президента Джорджа Буша-старшего во время избирательной кампании в США. Во времена Гражданской войны в США некоторые конфедераты называли Авраама Линкольна «современным фараоном».

### Примеры использования
В 1991 году Майкл Бернстайн (англ. Michael André Bernstein) обвинил в reductio ad Hitlerum представителей движения Хабад за публикацию рекламы на целую полосу в The New York Times после беспорядков в Краун-Хайтс, под заголовком: «В этом году Хрустальная ночь произошла 19 августа прямо здесь, в Краун-Хайтс». Генри Шварцшильд, ставший свидетелем Хрустальной ночи, написал в The New York Times, что «какими бы отвратительными ни были антисемитские лозунги и агрессивное поведение людей на улицах [во время беспорядков в Краун-Хайтс] … совершенно очевидно, что Хрустальной ночи не было».
Поскольку Гитлер был противником курения, некоторые представители табачной индустрии использовали этот факт, чтобы обвинить противников курения в нацизме.